# 10 000 mètres féminin aux championnats du monde d'athlétisme 2019
Pour un article plus général, voir Championnats du monde d'athlétisme 2019.
Navigation
Londres 2017 Eugene 2021
L'épreuve du 10 000 mètres féminin des championnats du monde de 2019 a eu lieu le 28 septembre 2019 dans le Khalifa International Stadium, au Qatar.

## Records
Les records du 10 000 m femmes (mondial, des championnats et par continent) étaient avant les championnats 2019 les suivants.
| Record                    | Athlète            | Temps          | Lieu           | Date             |
| ------------------------- | ------------------ | -------------- | -------------- | ---------------- |
| Record du monde           | Almaz Ayana        | 29 min 17 s 45 | Rio de Janeiro | 12 août 2016     |
| Record des championnats   | Berhane Adere      | 30 min 04 s 18 | Paris          | 23 août 2003     |
| Record d'Afrique          | Almaz Ayana        | 29 min 17 s 45 | Rio de Janeiro | 12 août 2016     |
| Record d'Asie             | Wang Junxia        | 29 min 31 s 78 | Pékin          | 8 septembre 1993 |
| Record d'Amérique du Nord | Molly Huddle       | 30 min 13 s 17 | Rio de Janeiro | 12 août 2016     |
| Record d'Amérique du Sud  | Carmen de Oliveira | 30 min 35 s 54 |                | 3 août 2013      |
| Record d'Europe           | Elvan Abeylegesse  | 29 min 56 s 34 | Pékin          | 15 août 2008     |
| Record d'Océanie          | Kimberley Smith    | 30 min 35 s 54 | Palo Alto      | 4 mai 2008       |

## Critères de qualification
Pour se qualifier pour les championnats, il faut avoir réalisé 32 min 15 s 00 ou moins entre le 7 septembre 2018 et le 6 septembre 2019.

## Résumé de la course
Les 3 000 premiers mètres sont parcourus en 9 min 29 s 69. La Kényane Rosemary Wanjiru produit alors une accélération. Peu à peu un groupe de 7 athlètes se détache, constitué des trois Kényanes, des trois Éthiopiennes et de Sifan Hassan. La mi-course est atteinte en 15 h 32 min 70 s.
Les Kényanes se relaient en tête et le groupe se réduit à 6 quand Gudeta est décrochée.
À 4 tours de la fin, Letesenbet Gidey accélère, Tirop, Hassan et Obiri se lancent à sa poursuite. À deux tours de la fin, Gidey a une dizaine de mètres d'avance sur Tirop et Hassan et vingt mètres sur Obiri. Hassan rejoint Gidey à 800 m du but et lâche l'Éthiopienne dans le dernier tour pour l'emporter en 30 min 17 s 62, la meilleure performance mondiale de l'année. La deuxième moitié de l'épreuve a été courue en 14 h 45.
La Néerlandaise remporte l'or mondial après deux médailles de bronze en 2015 sur 1 500 m et 2017 sur 5 000 m. Elle réalisera un doublé inédit en remportant également le 1 500 m.
Gidey s'octroie l'argent avec un record personnel à la clé, de même qu'Agnes Tirop qui termine troisième tout comme en 2017.

## Résultats
| Rang               | Nom                 | Nationalité      | Temps          | Notes  |
| ------------------ | ------------------- | ---------------- | -------------- | ------ |
| Médaille d'or      | Sifan Hassan        | Pays-Bas         | 30 min 17 s 62 | WL, PB |
| Médaille d'argent  | Letesenbet Gidey    | Éthiopie         | 30 min 21 s 23 | PB     |
| Médaille de bronze | Agnes Tirop         | Kenya            | 30 min 25 s 20 | PB     |
| 4                  | Rosemary Wanjiru    | Kenya            | 30 min 35 s 75 | PB     |
| 5                  | Hellen Obiri        | Kenya            | 30 min 35 s 82 | PB     |
| 6                  | Senbere Teferi      | Éthiopie         | 30 min 44 s 23 | SB     |
| 7                  | Susan Krumins       | Pays-Bas         | 31 min 5 s 71  | PB     |
| 8                  | Marielle Hall       | États-Unis       | 31 min 5 s 71  | PB     |
| 9                  | Molly Huddle        | États-Unis       | 31 min 7 s 24  |        |
| 10                 | Emily Sisson        | États-Unis       | 31 min 12 s 56 |        |
| 11                 | Hitomi Niiya        | Japon            | 31 min 12 s 99 | SB     |
| 12                 | Camille Buscomb     | Nouvelle-Zélande | 31 min 13 s 21 | PB     |
| 13                 | Ellie Pashley       | Australie        | 31 min 18 s 89 | PB     |
| 14                 | Sinead Diver        | Australie        | 31 min 25 s 49 | PB     |
| 15                 | Stephanie Twell     | Royaume-Uni      | 31 min 44 s 79 |        |
| 16                 | Stella Chesang      | Ouganda          | 32 min 15 s 20 |        |
| 17                 | Natasha Wodak       | Canada           | 32 min 31 s 19 |        |
| 18                 | Rachael Zena Chebet | Ouganda          | 32 min 41 s 93 | PB     |
| 19                 | Minami Yamanouchi   | Japon            | 32 min 53 s 46 |        |
| 20                 | Juliet Chekwel      | Ouganda          | 33 min 28 s 18 |        |
| -                  | Netsanet Gudeta     | Éthiopie         | DNF            |        |
| -                  | Alina Reh           | Allemagne        | DNF            |        |

## Légende
Records et Performances
- AR : Record continental (area record)
- CR : Record des championnats (championship record)
- MR : Record du meeting (meet record)
- NR : Record national (national record)
- OR : Record olympique (olympic record)
- PR : Record paralympique (paralympic record)
- PB : Record personnel (personal best)
- SB : Meilleure performance personnelle de la saison (season's best)
- WL : Meilleure performance mondiale de l'année (world leader)
- WJR : Record du monde junior (world junior record)
- WR : Record du monde (world record)

Circonstances et Conditions
- DNF : N'a pas terminé (did not finish)
- DNS : N'a pas pris le départ (did not start)
- DQ : Disqualification (disqualification)
- NM : Aucun essai valable enregistré (No Mark)
- Q : Qualifié « directement » au prochain tour (ou à la prochaine compétition), lors d'une compétition majeure, grâce au classement ou à la réalisation des minima (automatic qualifier)
- q : Qualifié au prochain tour (ou à la prochaine compétition), lors d'une compétition majeure, grâce au repêchage ou à la réalisation de l'une des meilleures performances parmi celles des « non qualifiés directement » (grâce au meilleur temps ou à la meilleure distance par exemple) (secondary qualifier)